# Audie England
Pour les articles homonymes, voir England.
Audie England, née le 12 juillet 1967 à Los Angeles, est une actrice et photographe américaine.

## Filmographie
- 2000 : Beach Boys: La famille
- 1999 : Mortal Kombat: Conquest : princesse Kitana
- 1998 : Ice : Tempête de glace aux USA
- 1998 : Free Enterprise : Claire
- 1998 : Soundman
- 1998 : Legion (série TV)
- 1998 : Shame, Shame, Shame
- 1998 : A Place Called Truth
- 1996 : Miami Hustle
- 1996 : One Good Turn
- 1996 : Rule of Three
- 1995 : Love and Happiness
- 1995 : W.E.I.R.D. World
- 1995 : Venus Rising (en)
- 1994 : Delta de Vénus